# Biały Tygrys (film 2012)
Biały Tygrys (ros. Белый Тигр) – rosyjski film wojenny z elementami fantasy z 2012 roku w reżyserii Karena Szachnazarowa. Scenariusz powstał na motywach powieści Ilji Bojaszowa z 2008 roku pt. Tankist, ili „Biełyj tigr” (wyd. polskie: Czołgista kontra „Biały Tygrys”, 2013).

## Fabuła
II wojna światowa, front wschodni. Na pobojowisku jednej z bitew zostaje odnaleziony w spalonym czołgu ciężko ranny czołgista – kierowca maszyny. Ma on 90% poparzeń ciała i nikt nie daje mu większych szans na przeżycie. Jednak żołnierz powraca do zdrowia w zadziwiająco szybkim tempie, a po jego ciężkich ranach prawie nie ma śladu. Ponieważ cierpi na zanik pamięci, a zidentyfikowanie go, wskutek całkowitej zagłady jego jednostki nie jest możliwe, zostaje mu przydzielone nowe, fikcyjne nazwisko – Najdionow. Oprócz amnezji, po ciężkiej kontuzji żołnierza tego zaczyna cechować przedziwny dar – twierdzi, że zna mowę czołgów oraz że jest w stanie rozmawiać z czołgowym bogiem. Patrząc na wraki rozbitych maszyn umie powiedzieć, w jaki sposób zostały zniszczone, a czołgowy bóg mówi mu co się wydarzy.
W tym czasie na linii frontu grasuje mityczna niemiecka maszyna – Panzer VI w kolorze białym, której nie potrafi sprostać żaden radziecki czołg. Tytułowy Biały Tygrys jest w stanie w jednym pojedynku zniszczyć nawet 20 radzieckich maszyn. Narada radzieckiego dowództwa na wysokim szczeblu z udziałem marszałka Żukowa i konstruktora czołgów doprowadza do pomysłu stworzenia nowego rodzaju radzieckiego czołgu na bazie T-34/85 – maszyny z mocniejszym silnikiem i pancerzem. Dowódcą nowej maszyny zostaje Najdionow. Wkrótce dochodzi do pojedynku dwóch czołgów, z którego dzięki niewiarygodnej zdolności przemieszczania się i odporności na trafienia zwycięsko wychodzi Biały Tygrys. Załoga Najdionowa pozostaje na placu boju ze zniszczonym czołgiem. Radzieckie dowództwo mylnie przekonane jest, że trafiony Biały Tygrys utonął w bagnach. Jednak Najdionow wie, że wroga maszyna wciąż jest w pełni sprawna i czeka w ukryciu na radziecką ofensywę. Gdy do niej dochodzi, Biały Tygrys pojawia się ponownie i niszcząc trafieniami wiele radzieckich maszyn – powstrzymuje natarcie. Ścigany przez Najdionowa niemiecki czołg w końcu zostaje przez niego trafiony i ciężko uszkodzony. Biały Tygrys wycofuje się z pola walki, a Najdionow nie jest w stanie nic zrobić wskutek uszkodzenia działa w swej maszynie.
Mijają miesiące, armia radziecka zdobywa Berlin i wojna się kończy. Jednak Najdionow wie, że koniec wojny nastąpi dopiero wtedy, kiedy uda mu się zniszczyć Białego Tygrysa, jak sam mówi: „On czeka na mnie, za lat 20, 50, może 100 wylezie”.

## Obsada
- Aleksiej Wiertkow – Najdionow, dowódca i kierowca czołgu
- Witalij Kiszczenko – major Fiedotow z kontrwywiadu
- Aleksandr Wachow – Kriuk, celowniczy czołgu
- Witalij Dordżijew – Bierdyjew, ładowniczy czołgu
- Dmitrij Bykowski-Romaszow – generał Smirnow
- Gierasim Archipow – kapitan Szaripow
- Władimir Iljin – komendant szpitala
- Marija Szaszłowa – lekarz w szpitalu polowym
- Walerij Griszko – marszałek Gieorgij Żukow
- Karl Kranzkowski – Adolf Hitler
- Klaus Grünberg – generał Hans-Jürgen Stumpff
- Christian Redl – marszałek Wilhelm Keitel
- Vilmar Bieri – admirał Hans-Georg von Friedeburg
- Dirk Martens – niemiecki czołgista
- Mark Schenk – niemiecki oficer

i inni.

## O filmie
Film był pierwszym wojennym obrazem w twórczości reżysera Karena Szachnazarowa i najdroższym w jego dorobku (koszt – 11 mln dolarów). Jak stwierdził sam reżyser, był dziełem jego życia, poświęconym ojcu – frontowemu oficerowi Armii Czerwonej, i jego towarzyszom.
Zdjęcia do filmu rozpoczęto w lecie 2011 i zakończono po zaledwie trzech i pół miesiącach Kręcono je w Moskwie.
W 2012 roku film został rosyjskim kandydatem do nominacji nagrody Oscara w kategorii Najlepszy Film Nieanglojęzyczny.
W Rosji film cieszył się słabą popularnością. W kinach obejrzało go 546 tys. widzów. W czwartym weekendzie po premierze obejrzało go niewiele ponad 14 tys. widzów, podczas gdy w tym samym czasie Faceci w czerni III obejrzało 2 mln ludzi. Stan ten tłumaczono słabą konkurencyjnością kina rosyjskiego wobec zagranicznych (głównie amerykańskich) produkcji. Film nie zebrał zbyt pochlebnych recenzji. Reżyserowi wytykano głównie słabość fabuły, ale również stawiano zarzut rewizjonizmu. Obraz okazał się również klapą finansową – wpływy z projekcji w Rosji stanowiły zaledwie 3,29 mln dolarów, co nawet w połowie nie pokryło kosztów produkcji.
Specjalnie dla potrzeb filmu w prywatnej wytwórni „Rondo-S” w Samarze wyprodukowano replikę niemieckiego czołgu Tygrys w skali 1:1. Prace trwały pół roku. Projekt konsultowano z historykami, w tym ze specjalistami z Niemiec. W replice zadbano o wszystkie szczegóły wyglądu oryginalnego Tygrysa, łącznie z imitacją armaty 8,8 cm KwK 36, mogącą naśladować prawdziwe wystrzały. Dieselowski silnik pojazdu, zapożyczony od wojskowego ciągnika, pozwolił maszynie na rozwinięcie prędkości 38 km/h (tj. dokładnie tyle co oryginał). Całość konstrukcji ważyła jednak trzy razy mniej od oryginału. Po zakończeniu zdjęć replikę czołgu przekazano do muzeum Mosfilmu.